# Килелер
Килеле́р (греч. Κιλελέρ) — деревня в Греции. Расположена на высоте 75 м над уровнем моря. Исторический центр одноимённой общины в периферийной единице Лариса в периферии Фессалия. Население 481 человек по переписи 2011 года.
Название происходит от тур. göl — озеро (мн. ч. — göller). До 1912 года (ΦΕΚ 262Α) называлась Кюлелер (Κιουλελέρ), затем было изменено на Килелер. В 1919 году (ΦΕΚ 29Β) деревня переименована в Кипсели (Κυψέλη). В 1985 году (ΦΕΚ 74Α) деревне возвращено название Килелер.
К северо-востоку от деревни находится железнодорожная станция «Кипсели», открытая в 1884 году.

## Восстание в Килелере
6 марта 1910 года произошло нашумевшее крестьянское восстание в Фессалии, вошедшее в историю Греции как восстание в Килелере. Восстание было жестоко подавлено войсками. Кровавые события в Килелере глубоко взволновали всю Грецию.

## Сообщество
Сообщество (Κοινότητα Κιλελέρ) создано в 1912 году (ΦΕΚ 262Α), в 1919 году (ΦΕΚ 29Β) переименовано в Кипсели (Κοινότητα Κυψέλης), в 1985 году (ΦΕΚ 74Α) возвращено название Килелер. В сообщество входит деревня Кокине. Население 551 человек по переписи 2011 года. Площадь 34,478 квадратных километров.
| Населённый пункт | Население (2011), человек |
| ---------------- | ------------------------- |
| Килелер          | 481                       |
| Кокине           | 70                        |

## Население
| Год  | Население, человек |
| ---- | ------------------ |
| 1991 | 592                |
| 2001 | 488                |
| 2011 | ↘ 481              |